# Canadian Soccer League 1989
La Canadian Soccer League 1989 (CSL) fue la tercera edición de la máxima división del fútbol en Canadá. Los Vancouver 86ers lograron su segundo título luego de ganar en la final por 3-2 a los Hamilton Steelers.

## Equipos participantes
- Calgary Strikers (Anteriormente como los Calgary Kickers)
- Edmonton Brick Men
- Hamilton Steelers
- Montreal Supra
- North York Rockets
- Ottawa Intrepid
- Toronto Blizzard
- Vancouver 86ers
- Victoria Vistas (Nuevo equipo)
- Winnipeg Fury

## Tabla de posiciones

### División del este
|  | Pos. | Equipos            | PJ | G  | E | P  | GF | GC | Dif. | Pts. |
|  | ---- | ------------------ | -- | -- | - | -- | -- | -- | ---- | ---- |
|  | 1    | Toronto Blizzard   | 26 | 16 | 6 | 4  | 48 | 27 | +21  | 38   |
|  | 2    | Hamilton Steelers  | 26 | 15 | 7 | 4  | 56 | 28 | +28  | 37   |
|  | 3    | North York Rockets | 26 | 12 | 9 | 5  | 35 | 23 | +12  | 33   |
|  | 4    | Ottawa Intrepid    | 26 | 7  | 8 | 11 | 41 | 46 | -5   | 22   |
|  | 5    | Montreal Supra     | 26 | 3  | 9 | 14 | 26 | 46 | -20  | 15   |

|  | Semifinales      |
|  | Cuartos de final |

### División del oeste
|  | Pos. | Equipos            | PJ | G  | E | P  | GF | GC | Dif. | Pts. |
|  | ---- | ------------------ | -- | -- | - | -- | -- | -- | ---- | ---- |
|  | 1    | Vancouver 86ers    | 26 | 18 | 6 | 2  | 65 | 33 | +32  | 42   |
|  | 2    | Edmonton Brick Men | 26 | 9  | 3 | 14 | 44 | 55 | -11  | 21   |
|  | 3    | Calgary Strikers   | 26 | 8  | 3 | 15 | 36 | 56 | -20  | 19   |
|  | 4    | Winnipeg Fury      | 26 | 6  | 7 | 13 | 35 | 51 | -16  | 19   |
|  | 5    | Victoria Vistas    | 26 | 4  | 6 | 16 | 32 | 53 | -21  | 14   |

|  | Semifinales      |
|  | Cuartos de final |

## Fase final

### Cuartos de final
|                    | Resultado global |                    | Ida | Vuelta |
| ------------------ | ---------------- | ------------------ | --- | ------ |
| Edmonton Brick Men | 3 - 1            | Calgary Strikers   | 3-1 | 0-0    |
| Hamilton Steelers  | 2 - 1            | North York Rockets | 1-1 | 1-0    |

### Semifinales
|                  | Resultado global |                    | Ida | Vuelta |
| ---------------- | ---------------- | ------------------ | --- | ------ |
| Vancouver 86ers  | 9 - 3            | Edmonton Brick Men | 5-3 | 4-0    |
| Toronto Blizzard | 2 - 3            | Hamilton Steelers  | 1-1 | 1-2    |

### Final
|                 | Resultado |                   |
| --------------- | --------- | ----------------- |
| Vancouver 86ers | 3 - 2     | Hamilton Steelers |

| Bandera de Canadá                 |
| Campeón Vancouver 86ers 2° título |

## Goleadores
| Jugador          | Equipo             | Goles |
| ---------------- | ------------------ | ----- |
| Ted Eck          | Ottawa Intrepid    | 21    |
| Justin Fashanu   | Edmonton Brick Men | 17    |
| Amadeo Gasparini | Hamilton Steelers  | 15    |